# Kishida Kyoudan
Kishida Kyoudan  (яп. 岸田教団 Кисида Кё:дан, Братство Кисиды) — японская музыкальная группа, играющая J-rock, преимущественно додзин-музыку, в том числе аранжировки Touhou Project, а также записывающая коммерческие треки для опенингов аниме. Предыдущее название studioK2.

## Состав
Кисида  (яп. 岸田) — бас-гитара, гитара. Настоящее имя: Китагава Дайсаку (яп. 北川大作)
Ichigo (яп. いちご) — вокал.
Хаяпи  (яп. はやぴ～) — гитара.
Миттян  (яп. みっちゃん) — ударные. Настоящее имя: Охама Мицунобу (яп. 大濱光信)

### Дополнительные участники
T-tsu — гитара

## О группе
Начинали как инструментальная электро-рок doujin группа, создающая кавер-версии саундтреков к видеоигре «Touhou». Их состав на тот момент был таким же, но без Ichigo и с T-Tsu. Они выпустили свой первый альбом на 69-м Комикете в 2005 году.
В 2007 к группе присоединилась вокалистка Ichigo, и они выпустили свой первый альбом «Fantasy incident» как прогрессив-рок-группа. 
Затем они выпустили больше оригинальной музыки и заново записали свои старые песни, добавляя слова и заменяя электронный синтезатор голосом Ichigo.
В июле 2010 года они записали вступительную заставку к аниме «Gakuen Mokushiroku: High School of the Dead.» (Школа Мертвецов). Это значительно прибавило группе известности, и заставка вместе с другой песней (Ripple) были выпущены в сингле, названном «Highschool of the Dead».

## Дискография

### Самиздат
1. SUPERNOVA — выпущен 30 декабря 2005. Распространялся на 69-м Комикете. Содержал аранжировки 9 песен из TYPE-MOON[3].
2. Akeboshi rocket  (яп. 明星ロケット) — выпущен 21 мая 2006 года на третьем Рэйтайсае. Содержит 7 песен[3].
3. SuperSonicSpeedStar — выпущен 31 декабря 2006 года. Распространялся на 71-м Комикете. Содержал 7 песен[3].
4. Gensou jihen  (яп. 幻想事変) — выпущен 20 мая 2007 года на четвёртом Рэйтайсае. Содержит 8 песен[4].
5. Hoshizora logic  (яп. 星空ロジック) — выпущен 31 декабря 2007 года. Распространялся на 73-м Комикете. Содержал 7 собственных песен[3].
6. Electric blue — выпущен 25 мая 2008 года на пятом Рэйтайсае. Содержит 8 песен[5].
7. LITERAL WORLD — выпущен 29 декабря 2008 года. Распространялся на 75-м Комикете. Содержал 7 оригинальных песен[6].
8. LITERAL WORLD LIVE TOUR DVD in AKASAKA BLITZ — выпущен 30 декабря 2009 года. Распространялся на 77-м Комикете. Тогда же вышел в свет DVD с записью концерта в 赤坂BLITZ из тура «LITERAL WORLD LIVE TOUR».
9. ROLLING STAR — выпущен 14 марта 2010 года на седьмом Рэйтайсае. Содержит 8 песен.
10. POPSENSE LOVE TOUR 2011 FINAL at SHIBUYA AX on NOVEMBER 1 — выпущен 31 декабря 2011 года на 81-м Комикете. Запись последнего концерта в SHIBUYA-AX в рамках концертного тура POPSENSE LOVE TOUR 2011.
11. Seventh World  (яп. セブンスワールド) — выпущен 30 апреля 2012 года на весеннем M3 2012 года. 7 оригинальных песен (+ бонусная).
12. .JP — распространялся на 9-м Рэйтайсае 27 мая 2012 года. 5 песен.
13. Rock 'n' Roll Laboratory  (яп. ロックンロール ラボラトリー) — распространялся на 83-м Комикете. Содержал 5 песен.
14. surumeika- — выпущен 27 мая 2013 года на 10-м Рэйтайсае. Содержал 4 песни.
15. Kishida Kyoudan no best!  (яп. きしだきょうだんのベスト！) — выпущен на 85-м Комикете (30—31 декабря 2013). Содержит новые версии аранжировок на полюбившиеся фанатам песни. Всего — 14.
16. SUPER SONIC APPLE RABBIT — выпущен на 89-м Комикете (30.12.2015) Содержит 8 оригинальных композиций.

### Лэйбловые

#### Синглы
1. HIGHSCHOOL OF THE DEAD с заставкой из одноимённого аниме, транслировавшегося с июля 2010 года. В продаже с 18 августа 2011 года. В ограниченном издании присутствуют карточки с 2 его героинями (Рэй Миямото и Саэко Бусидзимой).
2. STRIKE THE BLOOD с заставкой из одноимённого аниме. В продаже с 30 октября 2013 года.
3. GATE ~Sore wa Akatsuki no you ni~ с заставкой из одноимённого аниме. В продаже с  29 июля 2015 года. Выпущен в трёх различных версиях: Limited Edition, Anime Edition, обычное издание.
4. Gate II (Sekai o Koete) с заставкой из одноимённого аниме. В продаже с 27 января 2016 года.
5. Tenkyou no Alderamin с заставкой из одноимённого аниме. В продаже с 20 июля 2016 года.

#### Альбомы
1. POPSENSE — дата начала продаж: 22 июня 2011 года. 11 песен[7].
2. hack/SLASH — дата начала продаж: 24 декабря 2014 года.11 песен